# Regno di Magonsete

Ubicazione del regno di Magonsete

Magonsete era una regione del regno anglosassone di Mercia. Sarebbe anche stata sede di un sub-regno degli Hecani occidentali tra il tardo VII e l'VIII secolo. Si conoscono tre suoi sovrani:
- Merewalh
- Mildfrith
- Merchelm

Dal tardo VIII secolo la regione sembra essere di nuovo inglobata nella Mercia, forse col nome di Westerna, mentre divenne Magonsete dal IX secolo.